# Hans Beyer
Hans Anton Beyer (Bergen, 23 augustus 1889 - Mo i Rana, 15 mei 1965) was een Noors turner.
Beyer won tijdens de Olympische Zomerspelen 1912 de gouden medaille in de landenwedstrijd vrij systeem.

## Olympische Zomerspelen
| Jaar | Plaats    | Resultaten                   |
| ---- | --------- | ---------------------------- |
| 1912 | Stockholm | landenwedstrijd vrij systeem |